# قهار عاصی
عبدالقهار عاصی (زاده ۱۲ آوریل ۱۹۵۶ – درگذشته ۲۸ سپتامبر ۱۹۹۴) از شاعران نسل نوین افغانستان در دهه ۱۳۶۰ و اوایل دهه ۱۳۷۰ خورشیدی بود.
عاصی شاعری بود نوگرا و کلیشه شکن، ولی در قالب‌های کهن نیز می‌سرود. او طبق عهدی که با خود داشت هر سال، یک کتاب شعر به انتشار رساند. شعرهای او به مسایل افغانستان و عشق می‌پردازند.

## زندگی
عبدالقهار عاصی، زاده روستای مَلیمَه از توابع ولسوالی دره ولایت پنجشیر بود و بزرگ شده و درس خوانده کابل و از فعالان شعر افغانستان در دهه شصت و اوایل دهه هفتاد خورشیدی. شعرهای عاصی غالباً از کلیشه‌ها و چارچوبهای پیش ساخته شاعران هم ترازش بیرون می‌زند و به همین لحاظ، کمتر می‌توان این شاعر را به هنجارهای معمول، وفادار دید.
اما روح ناآرام این شاعر، علاوه بر صورت، در سیرت شعر او نیز خودنمایی می‌کند. عاصی ذاتاً شاعری بود دردمند، اهل موضع‌گیری و صراحت بیان. به همین لحاظ، غالباً با مسایل افغانستان درگیر بود و کمتر اتفاقی در کشورش افتاد که عاصی از کنارش با سکوت گذشته باشد؛ ولی او با این همه موضع‌گیری، روحیه‌ای تغزلی نیز داشت. از او شعرهای عاشقانه لطیفی بر جای مانده است. گاهی در شعرش آمیختگی زیبایی از لحن حماسی و تغزلی هم دیده می‌شود که خاص خود اوست. شاید تعبیر «از آتش، از ابریشم» که نام واپسین کتاب شعر عاصی است، حکایتگر خوبی از روحیه او باشد. عاصی به سبب همین روحیه در سالهای حاکمیت رژیم کمونیستی در افغانستان، گاه در لفافه و گاه با صراحتی شاعرانه، شعرهایی در تعارض با حاکمیت سرود. همین لحن معترض، پس از آن هم برجای ماند و کتاب «از جزیره خون» حکایتگر اعتراض اوست نسبت به وضعیت کشورش در دوران حکومت مجاهدین و جنگ‌های داخلی بعد از ثور (اردیبهشت) ۱۳۷۱ خورشیدی.

### مهاجرت به ایران
ادامه این جنگها، عاصی را همچون بسیاری دیگر از مردم افغانستان وادار به مهاجرت کرد و او از میان کشورهای دور و نزدیک، ایران را برگزید. شاید می‌خواست حال که از میان هموطنان بیرون رفته است، از میان همزبانان نرود.
حضور بعضی دوستان شاعر افغانستانی و ایرانی او در این کشور نیز این انتخاب را تقویت می‌کرد. چنین شد که در بهار ۱۳۷۳ خورشیدی با خانواده‌اش به ایران کوچید و در مشهد اقامت گزید.
عاصی در ایران، هم برای ایجاد ارتباط میان شاعران مهاجر و مقیم آن کشور کوشید و هم آثاری تألیف کرد که به صورت کتاب و مقاله در این کشور چاپ شد و غالباً نیز با پشتکار محمدحسین جعفریان شاعر ایرانی و دوست عاصی همراهی می‌شد.

### به شهر خود روم و شهریار خود باشم
اما مدت کوتاهی پس از اقامت عاصی در مشهد، مقامات ایرانی اجازه ماندن به او ندادند و شاعر آواره افغانستانی، نومیدانه روانه کشور شد، در حالی که این بیت حافظ را به دوستش فرهاد دریا (آواز خوان افغان) نوشته بود:
| غم غریبی و غربت چو برنمی‌تابم |  | به شهر خود روم و شهریار خود باشم |

عاصی و فرهاد دریا از کابل با هم رابطه‌ای نیک داشتند. فرهاد بسیاری از شعرهای عاصی را با آهنگ خوانده است و آخرین کتاب عاصی نیز به همت او چاپ شد.
قهار عاصی با همسرش میترا و تنها فرزندش مهستی، مشهد را به قصد هرات و سپس کابل ترک کرد. بسیار از آن زمان نگذشته بود که خبر درگذشت او بر اثر انفجار خمپاره (هاوان) در کارته پروان کابل، در همه جا پخش شد.
«مقامه گل سوری»، «لالایی برای ملیمه»، «دیوان عاشقانه باغ»، «غزل من و غم من»، «تنها ولی همیشه»، «از جزیره خون» و «از آتش از بریشم»، شش مجموعه شعر عاصی است و «آغاز یک پایان» خاطرات اوست از جریان سقوط کابل به دست مجاهدین و جنگهای داخلی نوشته است. از او شعرهایی چاپ نشده نیز برجای مانده است که یکی از آن میان، سفرنامه او به ایران است که شاید نسخه‌ای از آن نزد خانواده‌اش باقی مانده باشد.
«از آتش از بریشم» به دوست هنرمند عاصی، فرهاد دریا خواننده خوش صدای افغانستان فرستاده شد و سالی بعد از درگذشت عاصی، به همت دریا در اروپا به چاپ رسید.
کبوترهای سبز جنگلی در دوردست از من
سرود سبز می‌خواهند
من آهنگ سفر دارم
من و غربت
من و دوری
خداحافظ گل سوری

## کتابشناسی

### خودزندگینامه
- آغاز یک پایان (زمان سقوط کابل به دست مجاهدین و جنگ داخلی افغانستان)

### مجموعه اشعار
- مقامه گل سوری
- لالایی برای ملیمه
- دیوان عاشقانه باغ
- غزل من و غم من
- تنها ولی همیشه
- از جزیره خون
- از آتش از بریشم

## نمونه اشعار
| این ملت من است که دستان خویش را   |  | بر گرد آفتاب کمربند کرده است |
| این مشتهای اوست که می‌کوبد از یقین |  | دروازه‌های بسته تردید قرن را  |

| گل نیست ماه نیست دل ماست پارسی    |  | غوغای کوه ترنم دریاست پارسی      |
| از آفتاب معجزه بر دوش می‌کشد       |  | رو بر مراد و روی به فرداست پارسی |
| از شام تا به کاشغر از سند تا خُجند |  | آیینه‌دارِ عالم بالاست پارسی       |
| تاریخ را وثیقه سبز شکوه را        |  | خون من و کلام مطلاست پارسی       |
| روح بزرگ و طبل خراسانیانِ پاک      |  | چتر شرف چراغ مسیحاست پارسی       |
| تصویر را مغازله را و ترانه را     |  | جغرافیای معنویِ ماست پارسی        |
| سرسخت در حماسه و هموار در سرود    |  | پیدا بودازاین که چه زیباست پارسی |
| بانگ سپیده عرصه بیدار باش مرد     |  | پیغمبر هنر سخن راست پارسی        |
| دنیا بگو مباش بزرگی بگو برو       |  | ما را فضیلتی که ما راست پارسی    |